# إدوارد برونفمان
إدوارد برونفمان هو شخصية أعمال كندي، ولد في 1 نوفمبر 1927 في مونتريال في كندا، وتوفي في 4 أبريل 2005 في تورونتو في كندا بسبب سرطان القولون.